# Ortodoxia bizantina
La ortodoxia bizantina o cristianismo ortodoxo bizantino está organizada en Iglesias autocéfalas: los cuatro antiguos patriarcados (que junto con la Iglesia de Roma conformaban la pentarquía del primer milenio), los patriarcados de origen más reciente y otras Iglesias ortodoxas. En la corriente principal (o «canónica») hay un total de catorce o quince Iglesias autocéfalas que conforman la Iglesia ortodoxa; aunque existen también otras Iglesias no reconocidas por las Iglesias canónicas. Cada Iglesia autocéfala es gobernada por una jerarquía independiente encabezada por un patriarca, arzobispo o metropolitano (por ejemplo, el patriarca de Alejandría, de Antioquía, de Jerusalén, etc.) que hace de autoridad suprema en su propia Iglesia, reconociendo un primado de honor al patriarca de Constantinopla. En las Iglesias autocéfalas tienen a su vez algunas Iglesias con el estatus de «autónomas», lo que quiere decir que gozan de mayor autonomía que las simples eparquías.
Muchas de estas jurisdicciones corresponden a los territorios de uno o más estados modernos. Por ejemplo, el Patriarcado de Moscú corresponde a Rusia y algunos de los otros estados postsoviéticos. Pueden incluir también metrópolis, obispados (diócesis), parroquias, monasterios o metoquiones periféricos correspondientes a diásporas que también pueden estar ubicadas fuera del país en el que reside el primado (este es el caso del Patriarcado Ecuménico de Constantinopla cuyo territorio canónico se encuentra ubicado en parte en el nororiente de Grecia); en ocasiones, tales jurisdicciones se superponen (p. ej., en la región de Besarabia se superponen las jurisdicciones de los patriarcas de Bucarest y de Moscú).
La expansión del cristianismo comenzó en el área oriental de la cuenca del Mediterráneo dentro de la cultura griega, dando lugar al desarrollo de la ortodoxia bizantina. El cristianismo ortodoxo, que incluye la ortodoxia bizantina y la ortodoxia oriental, es una de las tres ramas principales del cristianismo, junto con el catolicismo y el protestantismo.
Las comunidades ortodoxas bizantinas comparten conocimientos, enseñanzas y oficios de gran similitud, y un fuerte sentido de identificarse como partes de una sola Iglesia. El transcurso del año para todo cristiano ortodoxo se ve marcado a través del calendario litúrgico de la Iglesia de la que depende.
Los cristianos ortodoxos creen que el Espíritu Santo procede únicamente de Dios Padre y no «del Padre y del Hijo» (Filioque).

## Teología

### Trinidad
Los cristianos ortodoxos creen en la Santísima Trinidad, tres personas distintas y divinas (hipóstasis), sin que haya superposición ni modalidad entre ellas, y cada una de las cuales tiene una esencia divina (ousia, griego: οὐσία)—no creada, inmaterial y eterna. Estas tres personas se distinguen típicamente por su relación entre ellas. El Padre es eterno y no engendrado y no procede de nadie, el Hijo es eterno y engendrado del Padre, y el Espíritu Santo es eterno y procede del Padre. La doctrina ortodoxa sobre la Santísima Trinidad está resumida en el Credo niceno.
Los cristianos ortodoxos tienen una concepción monoteísta de Dios (Dios es uno solo), que es a la vez trascendente (totalmente independiente y separado del universo material) e inmanente (involucrado en el universo material). A la hora de discutir la relación entre Dios y su creación, la teología ortodoxa hace una distinción entre la esencia eterna de Dios, que es totalmente trascendente, y sus energías no creadas, que son la manera en que se extiende hacia la humanidad. El Dios que es trascendente y el Dios que toca a la humanidad son el mismo. Es decir, tales energías no son algo que proceda de Dios o que Dios produzca, sino que son Dios mismo: distintas, pero inseparables del ser interior de Dios. Este punto de vista a menudo recibe el nombre de palamismo.
Al entender la Santísima Trinidad como «un solo Dios en tres personas», no se debe enfatizar más el «tres personas» que el «un solo Dios», y viceversa. Si bien las tres personas son distintas, están unidas en una sola esencia divina, y su unidad se expresa en comunidad y acción de forma tan completa que no pueden considerarse por separado. Por ejemplo, la salvación que brindan a la humanidad es una actividad llevada a cabo en común: «Cristo se hizo hombre por la voluntad del Padre y por la cooperación del Espíritu Santo. Cristo envía al Espíritu Santo que procede del Padre, y el Espíritu Santo forma a Cristo en nuestros corazones, y así Dios Padre es glorificado». Tal «comunión de esencia» es «indivisible». La terminología trinitaria —esencia, hipóstasis, etc.— se usa «filosóficamente», «para responder a las ideas de los herejes» y «para ubicar los términos en donde separan el error y la verdad». Las palabras hacen lo que pueden hacer, pero se cree que la naturaleza de la Santísima Trinidad en su plenitud permanece más allá del entendimiento y expresión humanos, un misterio sagrado que solo puede experimentarse.

### El pecado, la salvación y la encarnación

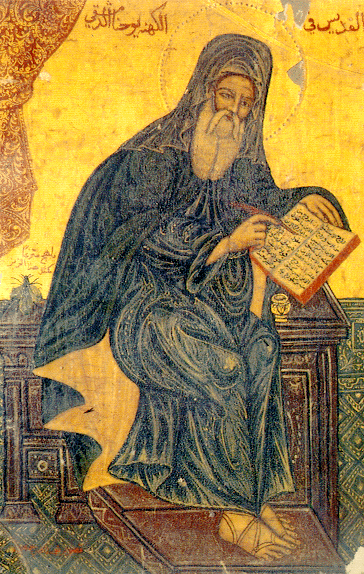
Juan Damasceno

Cuando los cristianos ortodoxos se refieren a la naturaleza caída, no afirman que la naturaleza humana se haya vuelto malévola en sí misma. La naturaleza humana todavía está hecha a imagen de Dios; los humanos siguen siendo creación de Dios, y Dios nunca ha creado nada malo, pero la naturaleza caída permanece abierta a malas intenciones y actos. Se dice a veces entre los ortodoxos que las personas están «inclinadas al pecado»; es decir, a las personas les resultan atractivas algunas cosas pecaminosas. Es la naturaleza de la tentación el hacer que cosas pecaminosas parezcan más atractivas, y es la naturaleza caída de los seres humanos la que busca o sucumbe ante tal atracción. Los cristianos ortodoxos rechazan la posición agustiniana según la cual los descendientes de Adán y Eva son en realidad culpables del pecado original de sus antepasados.
Así pues, desde la caída del hombre ha sido el dilema de la humanidad que ningún ser humano pueda restaurar su naturaleza a la unión con la gracia de Dios; fue necesario que Dios efectuara otro cambio en la naturaleza humana. Según los ortodoxos, Jesucristo fue a la vez Dios y Hombre absoluta y completamente, teniendo dos naturalezas de manera indivisible: engendrado eternamente del Padre en su divinidad, nació en su humanidad de una mujer, María, por consentimiento de ésta, por descendencia del Espíritu Santo. Vivió en la tierra, en el tiempo y en la historia, como un hombre, y como tal murió también, y fue al lugar de los muertos, que es el Hades. Pero en tanto era Dios, ni la muerte ni el Hades pudieron contenerlo, y resucitó, en su humanidad, por el poder del Espíritu Santo, destruyendo así el poder del Hades y de la muerte misma.
A través de la destrucción del poder del Hades para mantener a la humanidad como rehén a manos de Cristo, Cristo hizo efectivo el camino a la salvación para todos los justos que habían muerto desde el principio de los tiempos— salvando a muchos, entre ellos Adán y Eva, que son recordados en la Iglesia como santos.

### La resurrección de Cristo

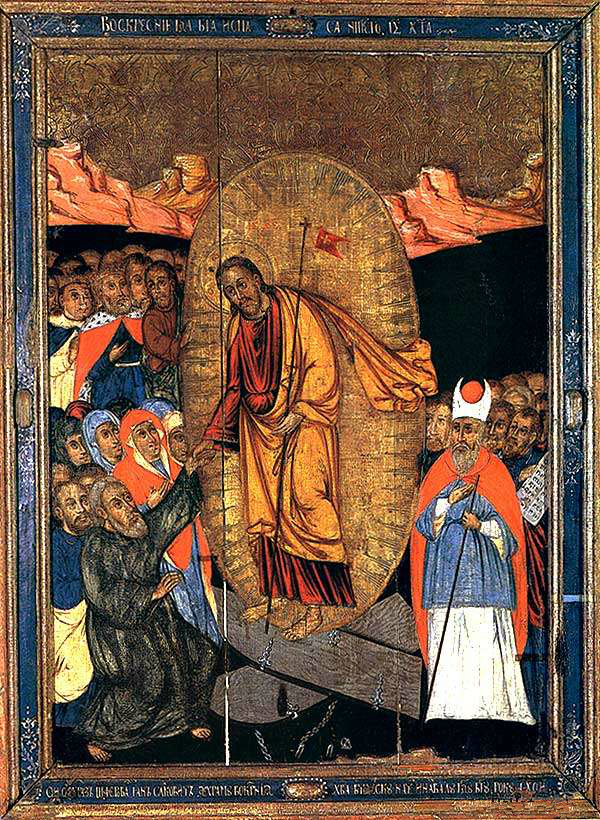
Un icono ortodoxo ruso de la resurrección del.

La Iglesia ortodoxa entiende la muerte y resurrección de Jesús como hechos históricos reales, tal como son descritos en los evangelios del Nuevo Testamento.

### Vida cristiana
La enseñanza de la Iglesia es que los cristianos ortodoxos, a través del bautismo, entran en una nueva vida de salvación a través del arrepentimiento cuyo propósito es compartir la vida de Dios a través de la obra del Espíritu Santo. La vida cristiana ortodoxa es una peregrinación espiritual en la que cada persona, por medio de la imitación de Cristo y el hesicasmo, cultiva la práctica de la oración incesante. Cada vida ocurre dentro de la vida de la iglesia como un miembro del cuerpo de Cristo. Es entonces, a través del fuego del amor de Dios en la acción del Espíritu Santo, que cada miembro se hace más santo, más plenamente unido a Cristo, empezando en esta vida y continuando en la venidera. La iglesia enseña que todas las personas, al nacer a imagen de Dios, están llamadas a la theosis, la realización de la imagen en semejanza a Dios. Dios el creador, teniendo divinidad por naturaleza, ofrece a cada persona participación en la divinidad al aceptar cooperativamente el don de Su gracia.
La Iglesia ortodoxa, al entenderse a sí misma como el Cuerpo de Cristo, y al entender de manera similar que la vida cristiana lleva a la unificación en Cristo de todos los miembros de su cuerpo, considera que la iglesia abarca a todos los miembros de Cristo, aquellos que viven en la tierra actualmente, y también todos aquellos que a través de los siglos han pasado a la vida celestial. La iglesia incluye a los santos cristianos de todos los tiempos, y también jueces, profetas y justos judíos del primer pacto, Adán y Eva, incluso los ángeles y las huestes celestiales. En los ritos ortodoxos, los miembros terrenales junto con los miembros celestiales adoran a Dios como una sola comunidad en Cristo, en una unión que trasciende el tiempo y el espacio y une el cielo con la tierra. Esta unidad de la Iglesia es llamada a veces la comunión de los santos.

### Virgen María y otros santos

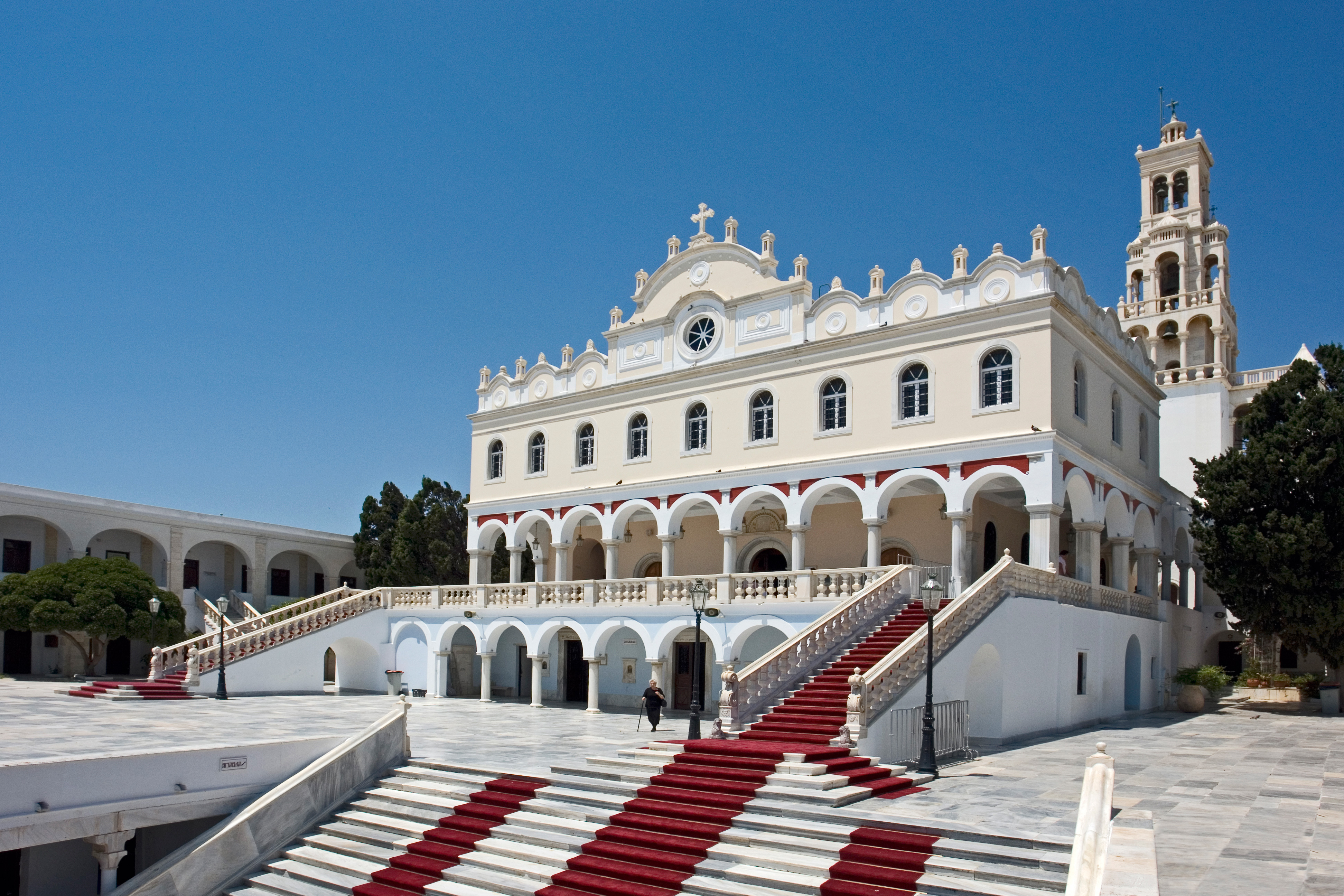
Nuestra Señora de Tenos es el principal santuario mariano de Grecia

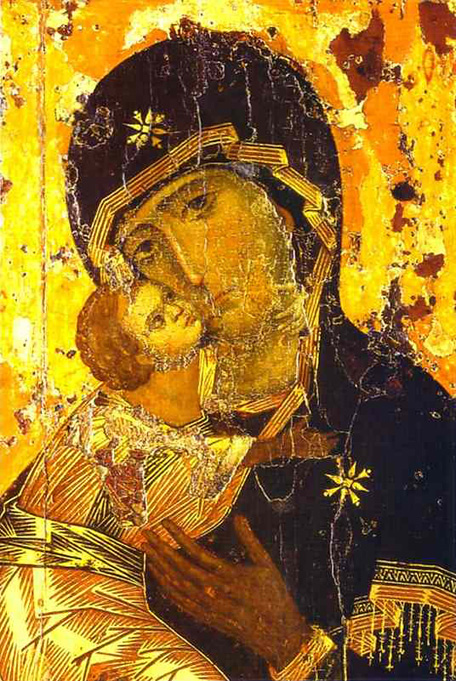
La Theotokos de Vladímir, uno de los iconos cristianos ortodoxos más venerados de la Virgen María

La Iglesia ortodoxa cree que la muerte y la separación del cuerpo y el alma no son naturales—resultado de la Caída del Hombre. También sostienen que la congregación de la iglesia comprende tanto a los vivos como a los muertos. Todas las personas que se encuentran actualmente en el cielo son consideradas santas, sean o no conocidos sus nombres. No obstante, hay santos distinguidos a quienes Dios ha revelado como ejemplos especialmente buenos. Cuando un santo es revelado y en últimas reconocido por una gran parte de la iglesia, se celebra un rito de reconocimiento oficial (glorificación).
Esto no «hace» santa a la persona; simplemente reconoce el hecho y se lo anuncia al resto de la iglesia. Se prescribe un día para la celebración del santo, se componen himnos y se crean iconos. Numerosos santos son celebrados cada día del año. Son venerados (es decir, se les muestra gran respeto y amor) pero no son adorados, porque la adoración se debe solo a Dios (esta creencia también la comparten las iglesias católica y ortodoxas orientales). Al mostrar a los santos este amor y solicitar sus oraciones, los ortodoxos manifiestan su creencia en que los santos ayudan de esta forma en el proceso de salvación de las demás personas.
Lugar preeminente entre los santos ocupa la Virgen María (comúnmente conocida como Theotokos o Bogoroditsa : «Madre de Dios»). En la teología ortodoxa oriental, la Madre de Dios es el cumplimiento de los arquetipos del Antiguo Testamento revelados en el Arca de la Alianza (en tanto llevó en su interior a la Nueva Alianza en la persona de Cristo) y la zarza ardiente que se le apareció a Moisés (que simboliza a la Madre de Dios llevando a Dios en su ser sin ser consumida).
Los ortodoxos creen que Cristo, desde el momento de su concepción, fue plenamente Dios y plenamente humano. María es por tanto llamada Theotokos o Bogoroditsa como una afirmación de la divinidad de aquel a quien dio a luz. Se cree asimismo que su virginidad no se vio comprometida al concebir a Dios encarnado, que no sufrió daños y que permaneció virgen para siempre. Las referencias bíblicas a «hermanos» de Cristo son interpretandas como referencias a parientes, en tanto la palabra «hermano» es usada de múltiples maneras, como ocurre con el término «padre». Debido a su lugar único en la historia de la salvación, María es venerada por encima de todos los demás santos y especialmente venerada por la gran obra que Dios realizó a través suyo.
La Iglesia ortodoxa considera que los cuerpos de todos los santos son santos a su vez, en virtud de su participación en los santos misterios, especialmente la comunión del santo cuerpo y sangre de Cristo, y por la morada del Espíritu Santo dentro de la iglesia. En efecto, el hecho de que las personas y cosas físicas puedan santificarse es una piedra angular de la doctrina de la Encarnación, manifestada directamente también por Dios en épocas del Antiguo Testamento al morar en el Arca de la Alianza. De esta manera, objetos físicos relacionados con los santos también son considerados santos, por medio de su participación en las obras terrenales de tales santos. De acuerdo con la doctrina y la tradición de la iglesia, Dios mismo da testimonio de tal santidad de las reliquias de los santos a través de los muchos milagros vinculados con ellas que se han reportado a lo largo de la historia desde tiempos bíblicos, incluyendo con frecuencia la sanación de enfermedades y heridas.

### Escatología

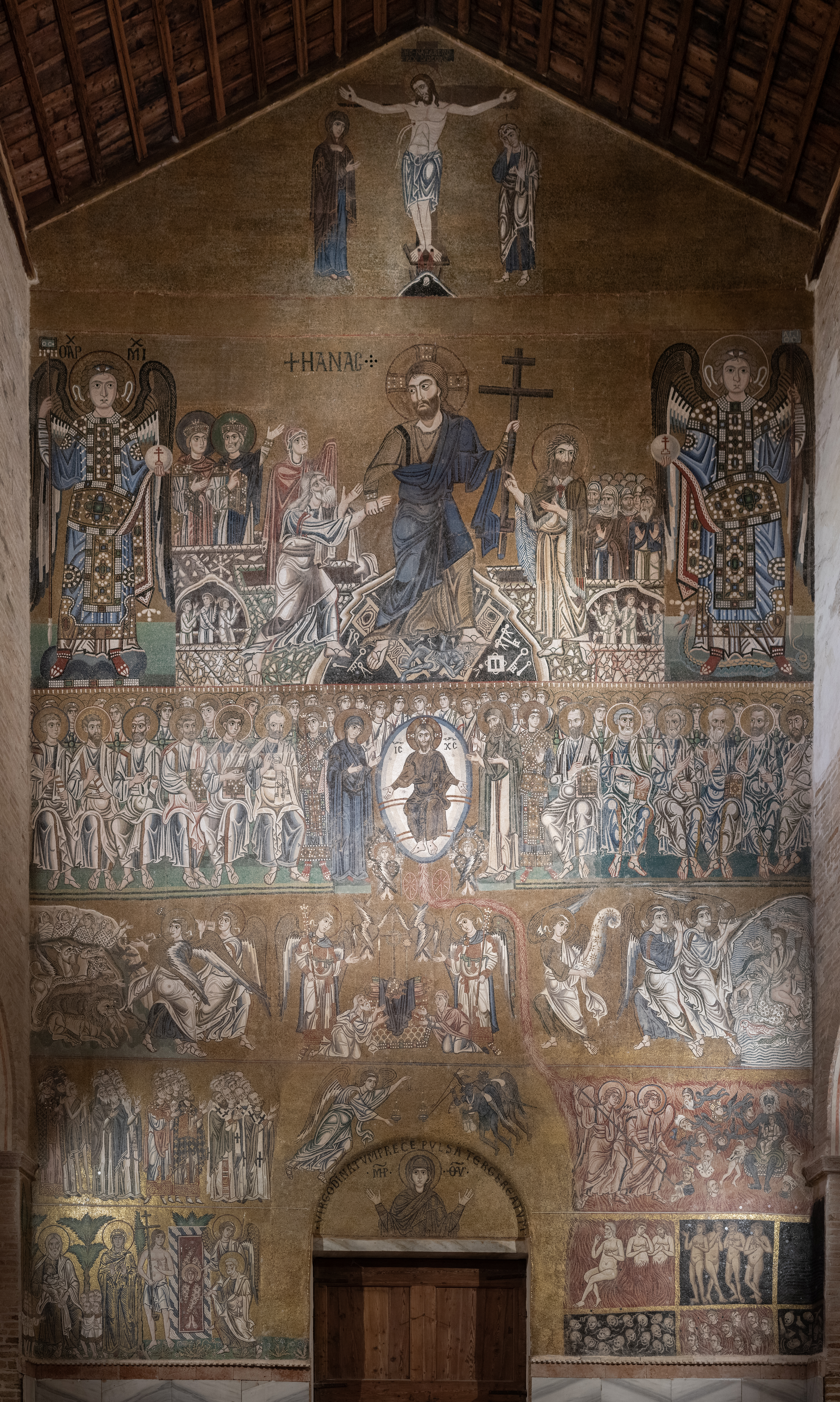
El juicio final: Mosaico bizantino del de la catedral de Torcello

Los cristianos ortodoxos creen que al morir una persona, su alma se separa temporalmente del cuerpo. Si bien puede permanecer por un corto período en la Tierra, es finalmente escoltada bien al paraíso (el seno de Abraham) o bien a la oscuridad del Hades, tras el Juicio Temporal. Los ortodoxos no aceptan la doctrina católica del purgatorio. La experiencia que tiene el alma de cualquiera de estos estados es solo un «anticipo»—experimentados solamente por el alma—hasta el Juicio Final, cuando el alma y el cuerpo serán reunidos.
Los ortodoxos creen que el estado del alma en el Hades puede verse afectado por el amor y oraciones de los justos hasta el tiempo del Juicio Final. Por tal razón, la Iglesia ofrece una oración por los difuntos especial al tercer día, el noveno día, el cuadragésimo día y el primer aniversario de la muerte de un cristiano ortodoxo . Hay asimismo varios días a lo largo del año que se reservan para una conmemoración general de los difuntos, incluyendo en ocasiones a los no creyentes. Tales días suelen caer en sábado, en tanto fue un sábado el día en que Cristo yació en la tumba.
Los ortodoxos creen que tras el Juicio Final:
- Todas las almas serán reunidas con sus cuerpos resucitados.
- Todas las almas experimentarán plenamente su estado espiritual.
- Habiendo sido perfeccionados, los santos progresarán para siempre hacia un amor más profundo y pleno de Dios, equivalente a la felicidad eterna.[25]

### Biblia

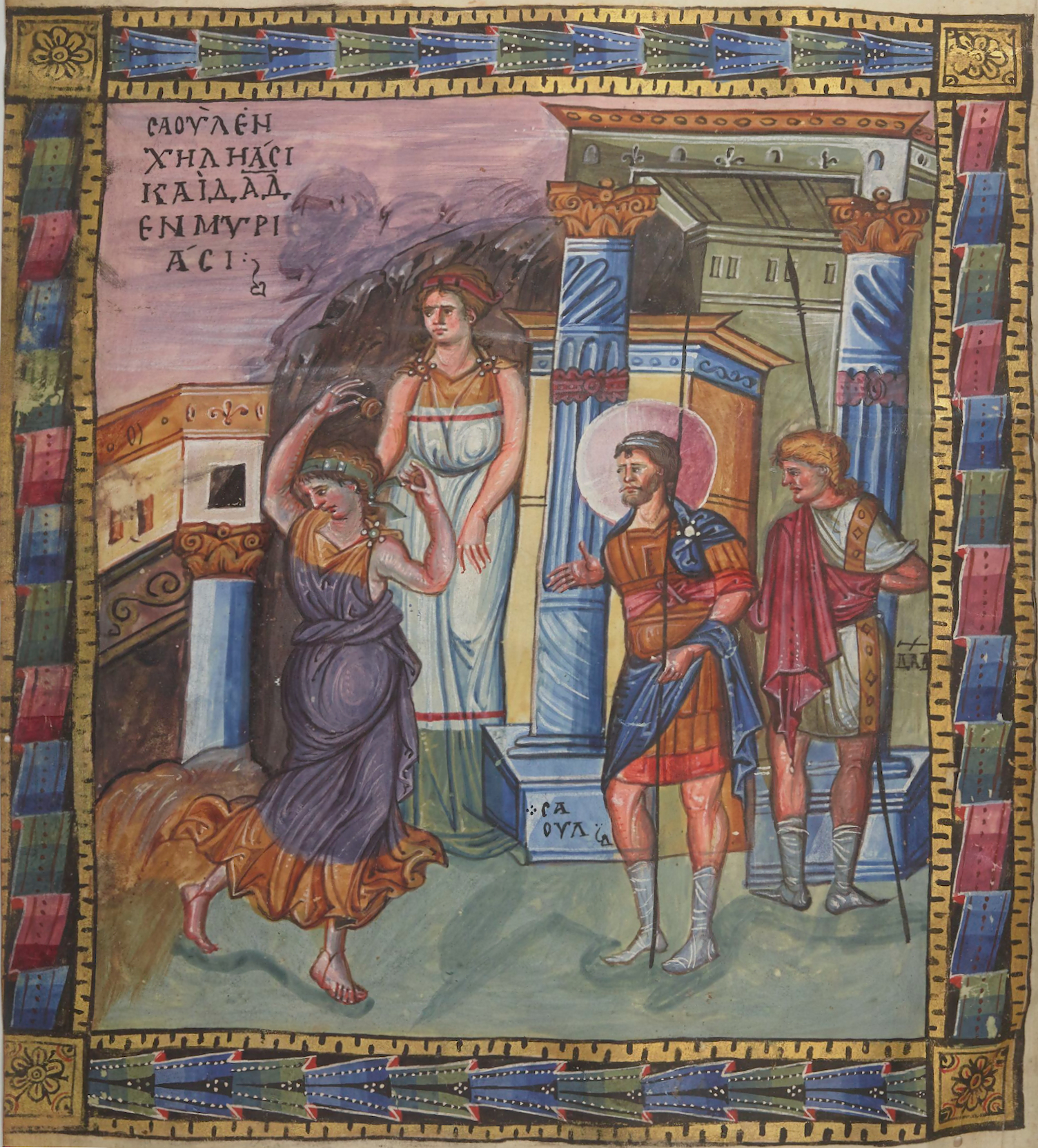
David glorificado por las mujeres de Israel del Salterio de París, ejemplo del arte macedonio (bizantino) (a veces llamado Renacimiento macedonio)

La Biblia oficial de la Iglesia Ortodoxa Oriental contiene el texto de la Septuaginta del Antiguo Testamento, junto con el Libro de Daniel en la traducción de Teodoción. Respecto al Nuevo Testamento, se usa el Texto Patriarcal. Los cristianos ortodoxos afirman que la Biblia es un icono verbal de Cristo, tal y como fue proclamado en el VII Concilio Ecuménico. Se refieren a la Biblia como Sagrada Escritura, es decir, escritos que contienen las verdades fundamentales de la fe cristiana tal y como fueron reveladas por Cristo y el Espíritu Santo a sus autores humanos divinamente inspirados. Las Sagradas Escrituras conforman el testimonio escrito primario y autorizado de la sagrada tradición y son esenciales como la base de todas las enseñanzas y creencias ortodoxas.
Una vez establecidas como Sagradas Escrituras, nunca ha habido duda alguna respecto a que la Iglesia ortodoxa considera la lista entera de libros como venerables y beneficiosos para la lectura y el estudio, si bien informalmente algunos libros son tenidos en mayor estima que otros, estando los cuatro evangelios por encima de todos los demás. De los subgrupos que son lo suficientemente significativos como para ser nombrados, los «Anagignoskomena» (ἀναγιγνωσκόμενα, «cosas que son leídas») incluyen diez de los libros del Antiguo Testamento rechazados en el canon protestante, pero considerados por los ortodoxos dignos de ser leídos en los ritos de culto, si bien tienen una estima menor que los 39 libros del canon hebreo. En el nivel más bajo se encuentran los libros restantes que no son aceptados ni por los protestantes ni por los católicos, entre ellos, el Salmo 151. Si bien es un salmo, y se encuentra en el libro de los salmos, no está clasificado dentro del Salterio (los primeros 150 salmos).
En un sentido muy estricto, no es completamente ortodoxo llamar a las Sagradas Escrituras «Palabra de Dios». Tal título es reservado en la Iglesia ortodoxa para Cristo, tal y como lo respaldan las escrituras mismas, más explícitamente en el primer capítulo del evangelio de Juan. La Palabra de Dios no es vacía, como las palabras humanas. «Dijo Dios: 'Haya luz', y hubo luz».
La ortodoxia no se suscribe a la doctrina protestante de sola scriptura. Es la iglesia la que ha definido lo que cuenta como Escrituras; es también ella la que interpreta cuál es su significado. Cristo prometió: «Cuando venga él, el Espíritu de la verdad, os guiará hasta la verdad completa».
En la perspectiva ortodoxa, debe entenderse que las Escrituras contienen hechos históricos, poesía, modismos, metáforas, símiles, fábulas morales, parábolas, profecías y literatura sapiencial, y cada uno de estos tiene su propia consideración en su interpretación. Si bien está divinamente inspirado, el texto consta todavía de palabras en lenguas humanas, dispuestas en formas que son humanamente reconocibles. La Iglesia Ortodoxa Oriental no se opone al estudio honesto, crítico e histórico de la Biblia.

### La santa tradición y el consenso patrístico
«Aquella fe que ha sido creída en todas partes, siempre y por todos», la fe enseñada por Jesús a sus apóstoles, avivada por el Espíritu Santo en Pentecostés, y transmitida a las generaciones futuras sin añadiduras ni sustracciones, es conocida como sagrada tradición. La sagrada tradición no cambia en la Iglesia ortodoxa en tanto abarca aquellas cosas que no cambian: la naturaleza del Dios único en Trinidad, Padre, Hijo y Espíritu Santo, la historia de las interacciones de Dios con sus pueblos, la Ley como fue dada a los israelitas, toda la enseñanza de Cristo como fue dada a los discípulos y judíos y como aparece en las Escrituras, incluyendo sus parábolas, profecías, milagros y su ejemplo mismo a la humanidad en su extrema humildad. Abarca también el culto de la iglesia, que surgió del culto en la sinagoga y el templo y que fue extendido por Cristo en la última cena, así como la relación entre Dios y su pueblo que es expresada en ese culto, y que también se evidencia entre Cristo y sus discípulos. Incluye la autoridad que Cristo confirió a sus discípulos al hacerlos apóstoles.
La sagrada tradición es firme, inflexible incluso, pero no es rígida ni legalista; en cambio, vive y respira dentro de la iglesia. Por ejemplo, el Nuevo Testamento fue escrito en su totalidad por la iglesia primitiva (principalmente los apóstoles). La Biblia entera fue aceptada como sagradas escrituras a través de la sagrada tradición practicada dentro de la iglesia primitiva. Su escritura y aceptación requirió cinco siglos, momento para el cual las sagradas escrituras mismas en su totalidad se habían hecho parte de la sagrada tradición. No obstante, la sagrada tradición no cambió, porque «aquella fe que ha sido creída en todas partes, siempre y por todos» se mantuvo constante, sin añadiduras ni sustracciones. El desarrollo histórico de la Divina Liturgia y otros ritos de culto y prácticas devocionales de la iglesia brindan un ejemplo similar de extensión y crecimiento «sin cambios».
Además de estos, la sagrada tradición incluye las definiciones doctrinales y las declaraciones de fe de los siete concilios ecuménicos, entre ellos el Credo niceno-constantinopolitano, y algunos concilios locales posteriores, escritos patrísticos, derecho canónico e iconos. No todas las partes de la tradición sagrada se consideran de igual importancia. Algunas—principalmente las Sagradas Escrituras, ciertos aspectos del culto, especialmente en la Divina Liturgia, las doctrinas de los concilios ecuménicos, el credo niceno-constantinopolitano—poseen una autoridad verificada que perdura para siempre, de manera irrevocable. Con todo, con respecto a los concilios locales y escritos patrísticos, la iglesia aplica un juicio selectivo. Algunos concilios y autores han caído ocasionalmente en error, y algunos se contradicen entre sí.
En otros casos, las opiniones difieren, no existe un consenso y las personas son libres de elegir. No obstante, con el acuerdo entre los Padres de la Iglesia, la autoridad de interpretación crece y el consenso patrístico completo es muy fuerte. En el caso del derecho canónico (que tiende a ser muy riguroso y muy estricto, especialmente con el clero) tampoco se aplica una validez inalterable, en tanto los cánones tratan sobre el vivir en la tierra, donde las condiciones son siempre cambiantes y cada caso está sujeto a una variación casi infinita respecto al siguiente.
Por tradición, la Iglesia ortodoxa, a la hora de lidiar con asuntos que son más grandes de lo que un solo obispo puede resolver, celebra un consejo local. Los obispos y otras personas que puedan asistir se reúnen (como San Pablo exhortó a los corintios a hacer) para buscar la mente de la iglesia. Las declaraciones o edictos de un consejo reflejan su consenso (si es que es se puede llegar a alguno). Un concilio ecuménico solo se convoca para asuntos de tal importancia, dificultad o generalización que concilios más pequeños son insuficientes para abordarlos. Las declaraciones y cánones de los concilios ecuménicos tienen un peso vinculante en virtud de su representación a lo largo de la iglesia entera, por lo que la mente de la iglesia puede observarse fácilmente. No obstante, no todos los asuntos son tan difíciles como para requerir que se convoque un concilio ecuménico para resolverlos. Algunas doctrinas o decisiones, no definidas en una declaración formal o proclamadas oficialmente, con todo, son sostenidas por la iglesia de manera firme y unánime sin perturbaciones internas, y éstas, que también reflejan la mente de la iglesia, son tan firmemente irrevocables como una declaración formal por parte de un concilio ecuménico. La ausencia de formalidad no implica ausencia de autoridad dentro de la sagrada tradición.

### Expansión territorial e integridad doctrinal
A medida que la iglesia aumentó de tamaño a lo largo de los siglos, la dinámica logística de operar entidades tan grandes cambió: patriarcas, metropolitanos, archimandritas, abades y abadesas, todos se crearon para cubrir ciertos puntos de administración.

## Liturgia

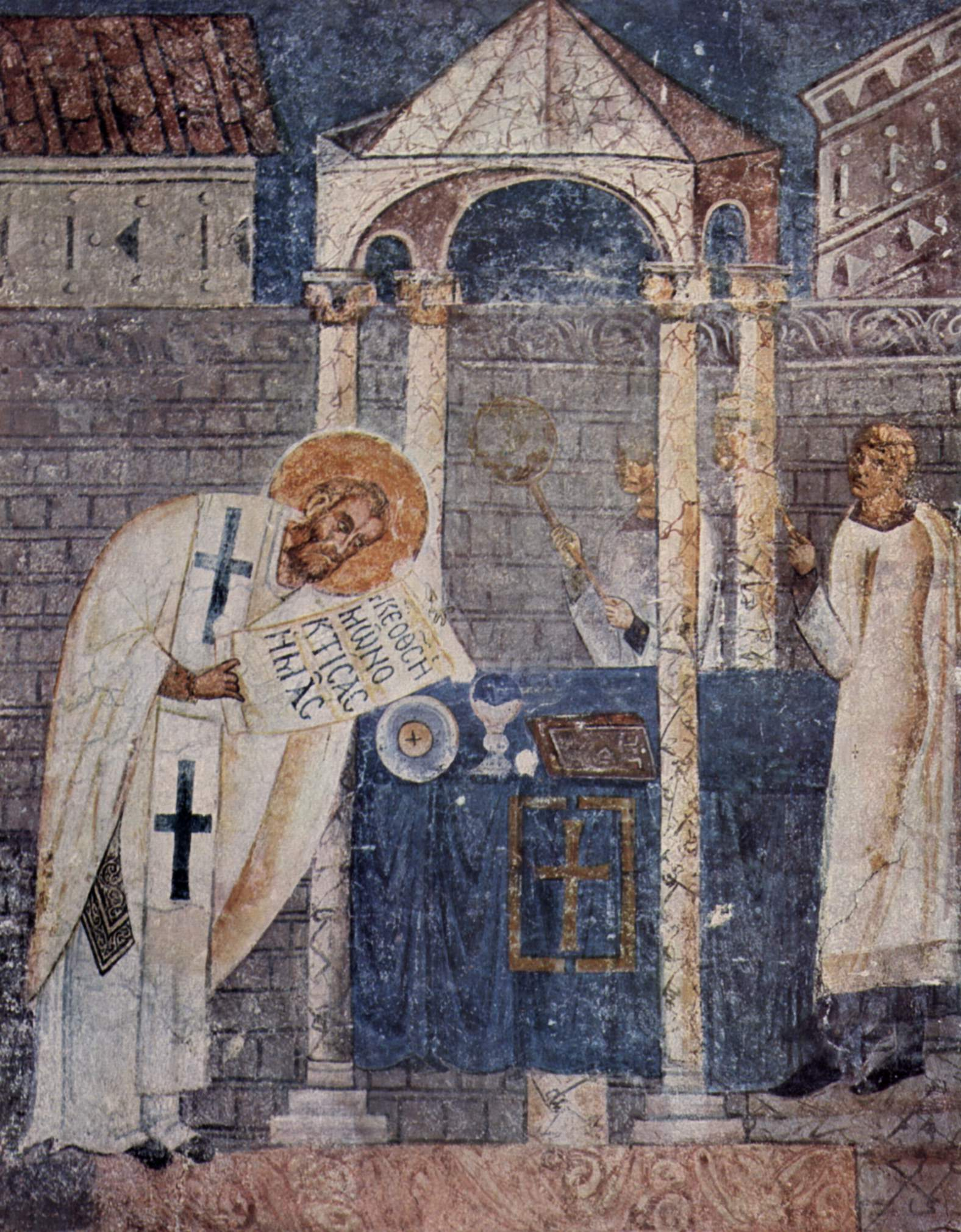
Fresco de Basilio el Grande, en la iglesia de Santa Sofía, Ohrid. Se muestra al santo consagrando los Dones durante la Divina Liturgia que lleva su nombre.

### Calendario eclesiástico
Ciclos menores también se ejecutan en conjunto con ciclos anuales. Un ciclo semanal de días prescribe un enfoque específico para cada día además de otros que se pueden observar.

Cada día del Ciclo Semanal está dedicado a ciertas conmemoraciones especiales. El domingo está dedicado a la Resurrección de Cristo; el lunes honra a las santas potencias sin cuerpo (ángeles, arcángeles, etc.); el martes está dedicado a los profetas y especialmente al más grande de los profetas, San Juan Precursor y Bautista del Señor; el miércoles está consagrado a la Cruz y recuerda la traición de Judas; el jueves se honra a los santos apóstoles y jerarcas, en especial a San Nicolás, obispo de Mira en Licia; el viernes también se consagra a la Cruz y se recuerda el día de la Crucifixión; el sábado se dedica a todos los santos, especialmente a la Madre de Dios, y a la memoria de todos los que han partido de esta vida con la esperanza de la resurrección y la vida eterna.

### Ritos religiosos

#### Música y canto

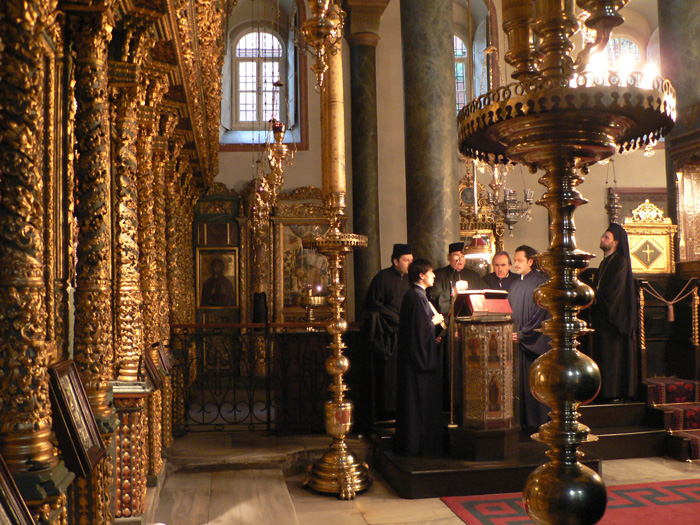
Cantores cantando en los kliros en la Iglesia de San Jorge, Patriarcado de Constantinopla

Para la composición del canto religioso, se usa el Oktoíjos, un sistema de ocho tonos (modos), análogo a los modos gregorianos en Occidente, y a otros sistemas musicales cristianos antiguos. La música bizantina es microtonal.
No obstante, los eslavos del norte han empleado sistemas tonales más simples desarrollados a través de los diversos tipos locales de canto Znamenny. Actualmente, se usa música occidental, a menudo con armonía en cuatro partes, y los «tonos» son simplemente conjuntos de melodías.
Hay numerosas versiones y estilos que son tradicionales y aceptables y varían enormemente entre culturas.

## Tradiciones

### Monacato

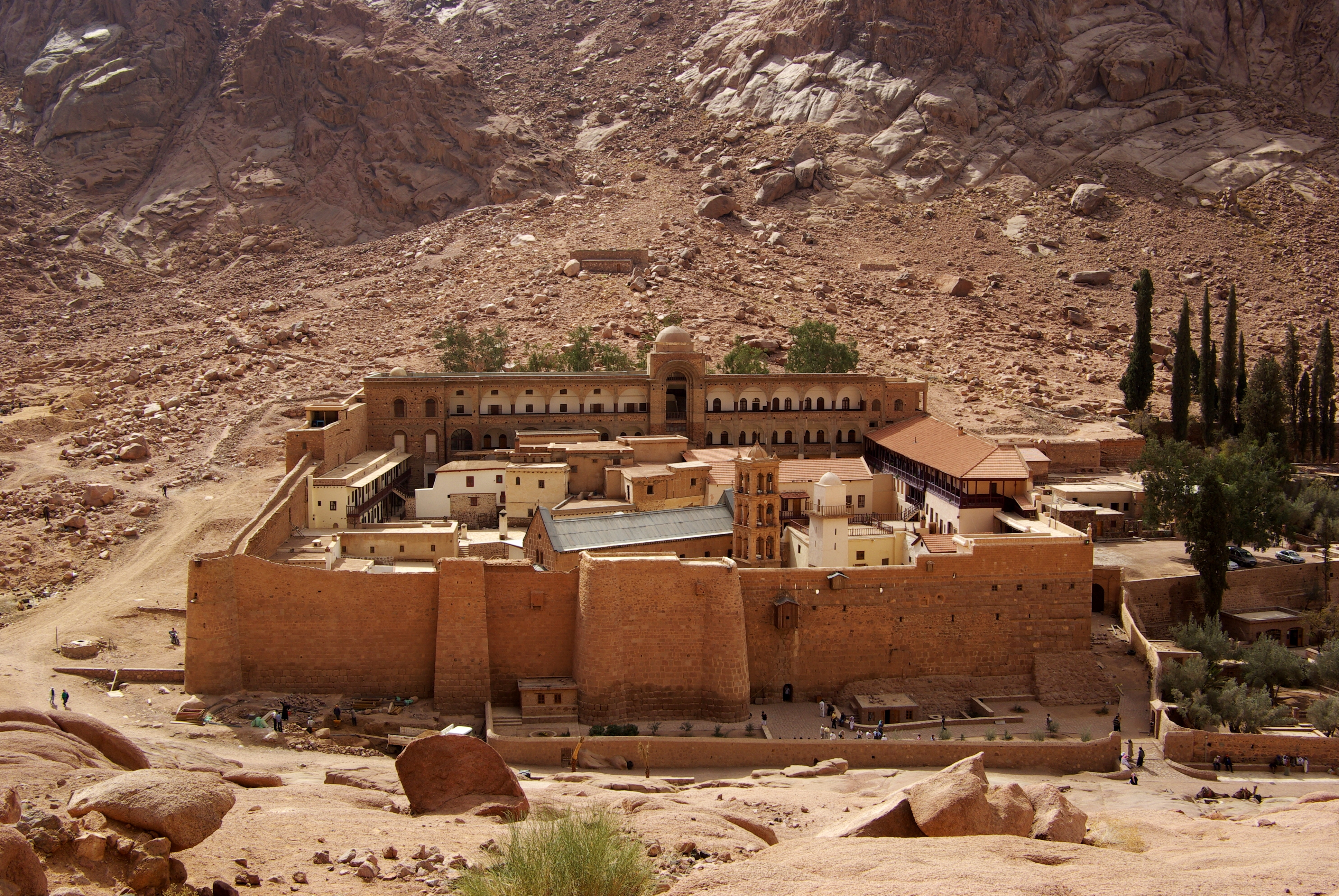
Monasterio de Santa Catalina, península del Sinaí, Egipto

La Iglesia ortodoxa pone énfasis y brinda un alto nivel de prestigio a las tradiciones monásticas y ascéticas con raíces en el cristianismo primitivo en el Cercano Oriente y la Anatolia bizantina. Los centros más importantes del monacato cristiano ortodoxo son el Monasterio de Santa Catalina en la Península del Sinaí (Egipto) y el Monte Athos en el norte de Grecia.
Todos los obispos son monjes; si un hombre que no es monje es elegido obispo, debe ser tonsurado como monje antes de poder ser consagrado. Por costumbre, igualmente, un hombre debe ser monje o estar casado para ser ordenado.

### Iconos y símbolos

#### Iconos
Aspectos de la iconografía han sido influenciados por el arte romano y helenístico precristianos. Henry Chadwick afirmó que: «En este instinto había un grado de verdad. Las representaciones de Cristo como el Señor Todopoderoso en su trono del juicio debían algo a las imágenes de Zeus. Los retratos de la Madre de Dios no eran del todo independientes de un pasado pagano de diosas-madres veneradas. En la mente popular, los santos habían llegado a cumplir un rol que habían desempeñado héroes y deidades».
Los iconos se pueden encontrar adornando las paredes de las iglesias y, a menudo, cubren por completo su estructura interior. La mayoría de hogares ortodoxos tienen un área reservada para la oración familiar, generalmente una pared orientada al este, en la que se cuelgan muchos iconos. Los iconos han sido parte del cristianismo ortodoxo desde el comienzo de la iglesia.

#### Iconostasio

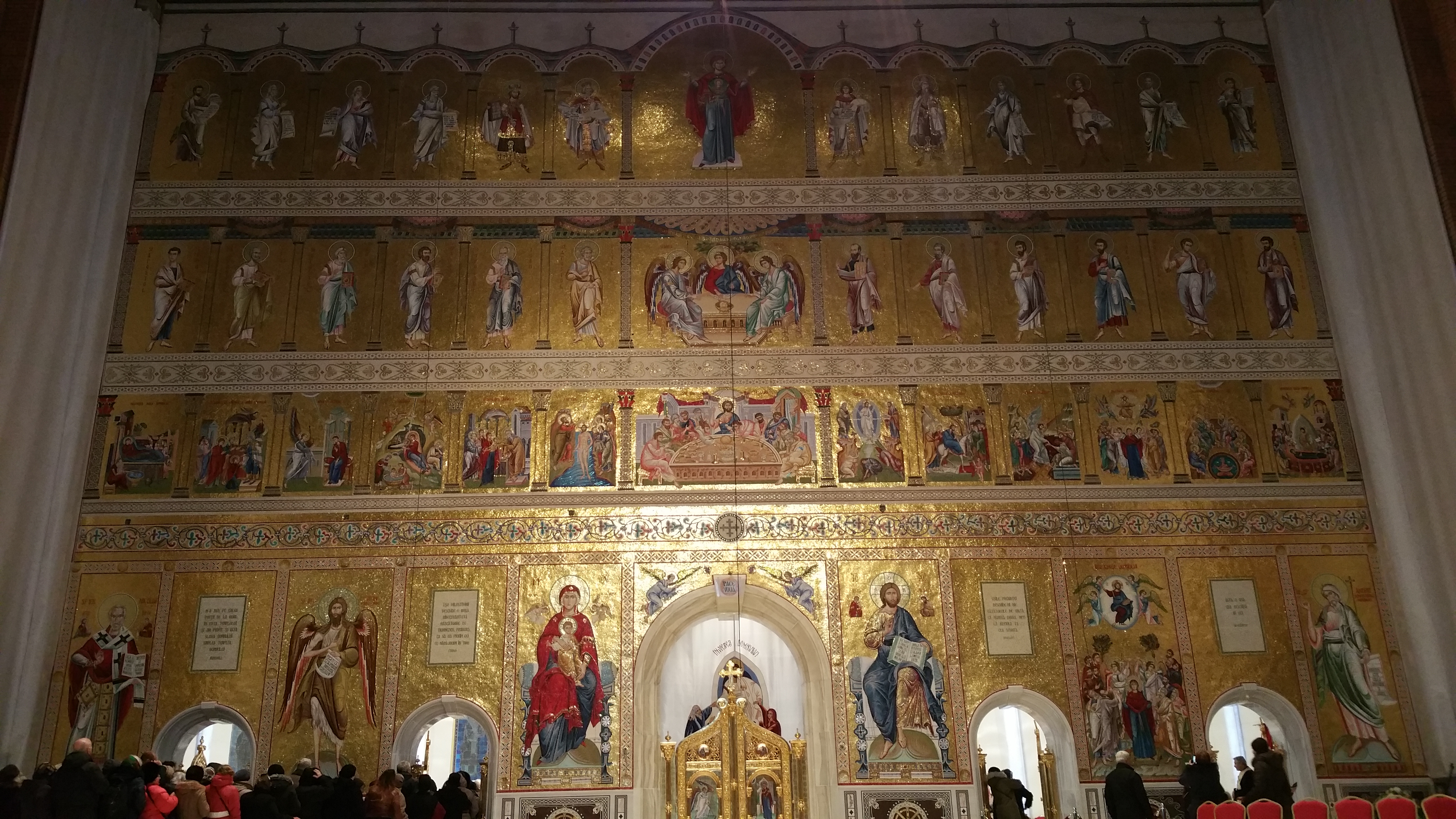
Iconostasio de la Catedral de la Salvación del Pueblo Rumano

Un iconostasio, llamado también templón, es un muro de iconos y pinturas religiosas, que separa la nave del santuario en una iglesia. El término iconostasio también se refiere a un soporte portátil para iconos que se puede colocar en cualquier lugar dentro de un templo. El iconostasio moderno evolucionó del templón bizantino en el siglo XI. Tal evolución probablemente se deba en gran medida al misticismo hesicasta del siglo XIV y al genio de la talla de madera de la Iglesia Ortodoxa Rusa.
El primer iconostasio ruso de cinco niveles y hasta el techo fue diseñado por Andréi Rubliov en la catedral de la Dormición en Vladímir en 1408.

#### Cruz

Cruz ortodoxa rusa

El pequeño travesaño superior representa la tablilla que Poncio Pilato clavó sobre la cabeza de Cristo. A menudo va inscrito con un acrónimo, «INRI», en latín que significa «Jesús de Nazaret, rey de los judíos» o «INBI», en griego, que significa Ἰησοῦς ὁ Ναζωραῖος ὁ βασιλεύς τῶν Ἰουδαίων (Jesús de Nazaret, rey de los judíos); no obstante, a menudo se reemplaza o amplía por la frase «El Rey de la Gloria» con el objeto responder a la declaración de Pilato con la afirmación de Cristo: «Mi Reino no es de este mundo».

Cruz griega

Otras cruces asociadas con la Iglesia ortodoxa son las cruces de una sola barra más tradicionales, los diseños en flor, la cruz griega, la cruz latina, la cruz de Jerusalén (cruz pattée), cruces celtas y otras. Un simbolismo común del reposapiés inclinado es que éste apunta hacia arriba, hacia el cielo, a la derecha de Cristo, y hacia abajo, al Hades, a la izquierda de Cristo. «Entre dos ladrones, Tu Cruz resultó ser una balanza de justicia: por lo que uno de ellos fue arrastrado hasta el Hades por el peso de su blasfemia [la balanza apunta hacia abajo], mientras que el otro recibió entendimiento de sus transgresiones hacia la comprensión de la teología [la balanza apunta hacia arriba]. Oh Cristo Dios, gloria a Ti.» Otra cruz ortodoxa que se usa en oro es una cruz exterior florenzada con una cruz interior de tres barras. La inscripción Jesucristo en griego: IC (Iesous) en la barra lateral izquierda y XC (Xhristos) en la barra lateral derecha, con un sol en la parte superior de la cruz. También hay típicamente una inscripción en el reverso en eslavo eclesiástico: «спаси и сохрани», «Spasi i Sokhrani», «Salvar y Proteger». Esta cruz es conocida como la Cruz de Santa Olga.

### Arte y arquitectura

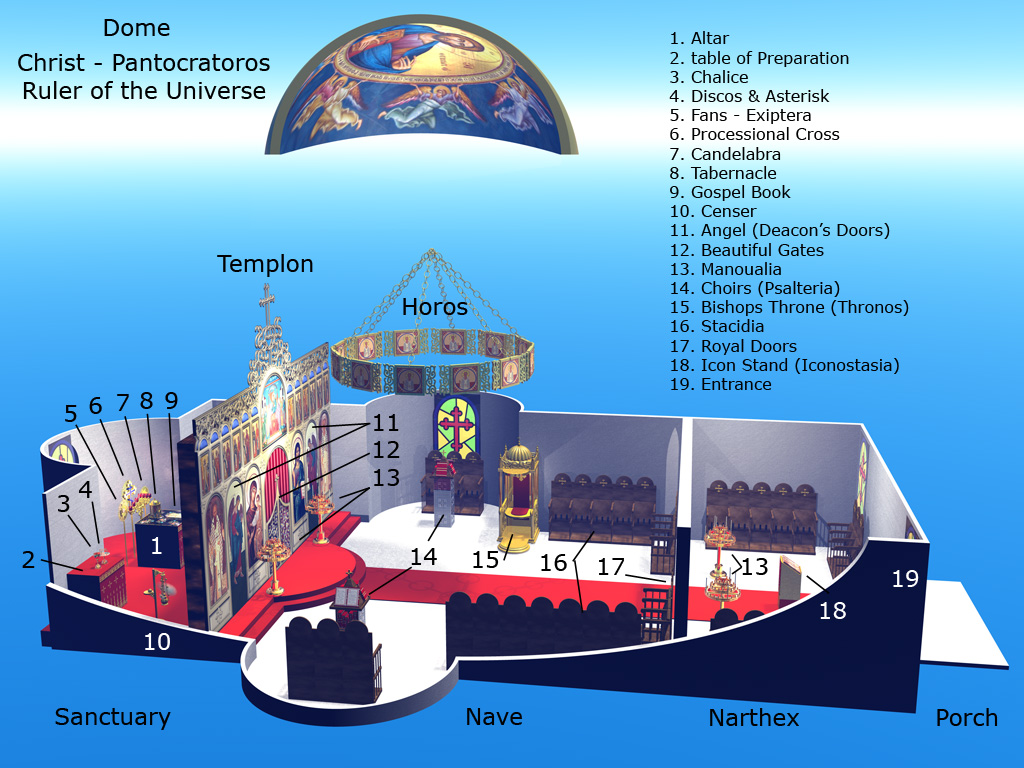
Una ilustración del interior tradicional de una iglesia ortodoxa.

La Catedral Arquidiocesana de la Santísima Trinidad en el Upper East Side de Nueva York es el templo cristiano ortodoxo oriental más grande del hemisferio occidental.

### Costumbres locales

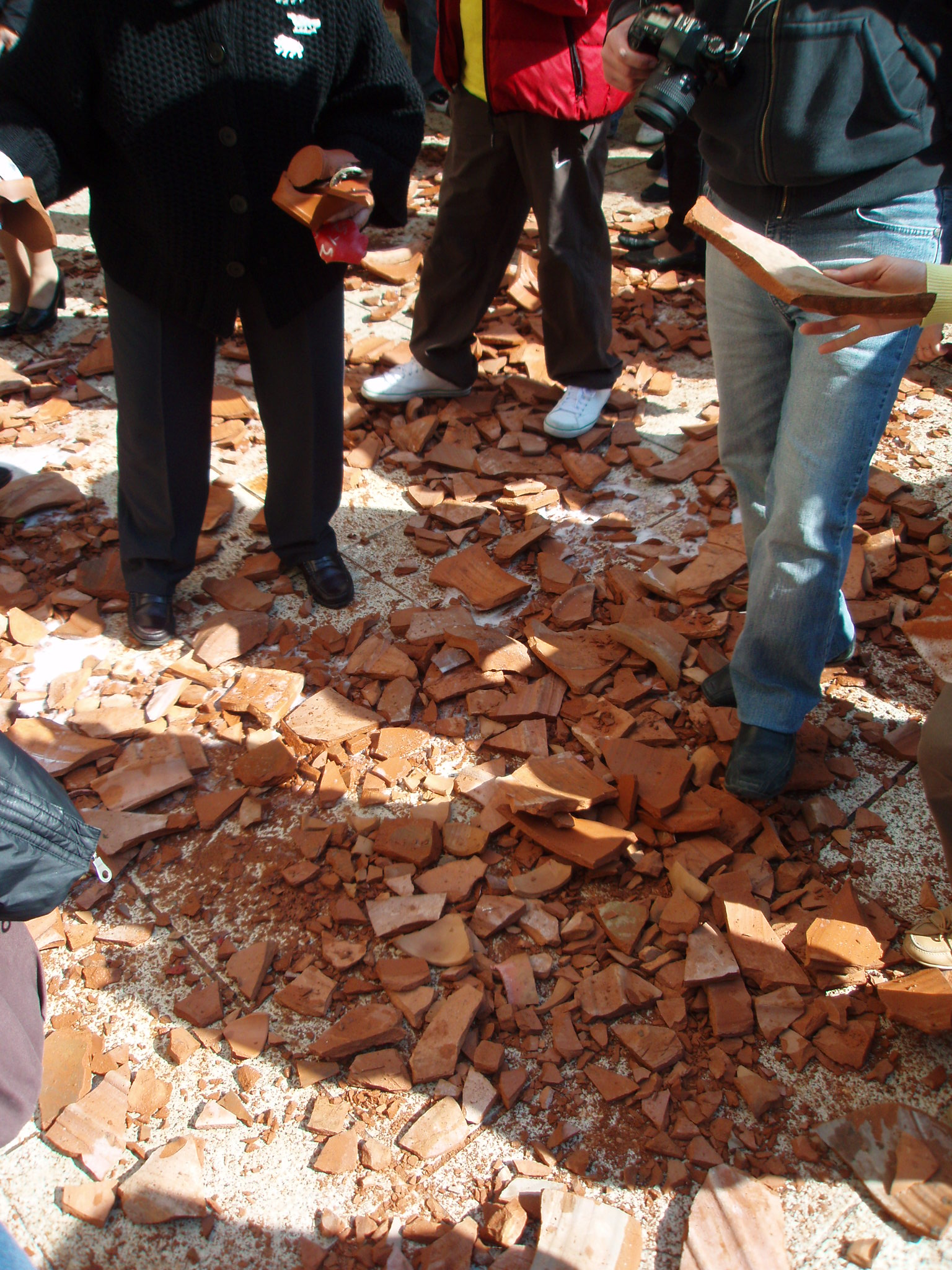
Fragmentos de jarrones de cerámica en la calle, luego de ser arrojados desde las ventanas de las casas cercanas. Una tradición del Sábado Santo en Corfú.

La localidad también se expresa en términos regionales de jurisdicción eclesiástica, que a menudo también se traza a lo largo de líneas nacionales. Muchas iglesias ortodoxas adoptan un título nacional (p. ej. ortodoxa de Albania, ortodoxa búlgara, ortodoxa georgiana, ortodoxa griega, ortodoxa rumana, ortodoxa rusa, ortodoxa serbia, ortodoxa ucraniana, etc.) y tal título puede identificar el idioma que se usa en los ritos, los obispos que presiden y los typica que son seguidos por congregaciones específicas. En el Medio Oriente, los cristianos son usualmente llamados ortodoxos Rum («romanos»), debido a su conexión histórica con el Imperio Romano Oriental (Bizantino).

## Santos misterios (sacramentos)
Lo que en Occidente a menudo se llama sacramentos o sacramentales son conocidos entre los ortodoxos como los «sagrados misterios». Mientras que la Iglesia católica tiene siete sacramentos, y muchos grupos protestantes tienen dos (el bautismo y la Eucaristía) o incluso ninguno, los ortodoxos no limitan su número. No obstante, por conveniencia, los catecismos a menudo hablan de los siete grandes misterios. Entre estos se encuentran la Sagrada Comunión (la conexión más directa), el bautismo, la crismación (similar a la confirmación católica), la confesión, la unción, el matrimonio y la ordenación. El término, con todo, también se aplica propiamente a otras acciones sagradas como la tonsura monacal o la bendición del agua bendita, e incluye el ayuno, la limosna o un acto tan simple como encender una vela, quemar incienso, rezar o pedir la bendición de Dios sobre los alimentos.

### Bautismo

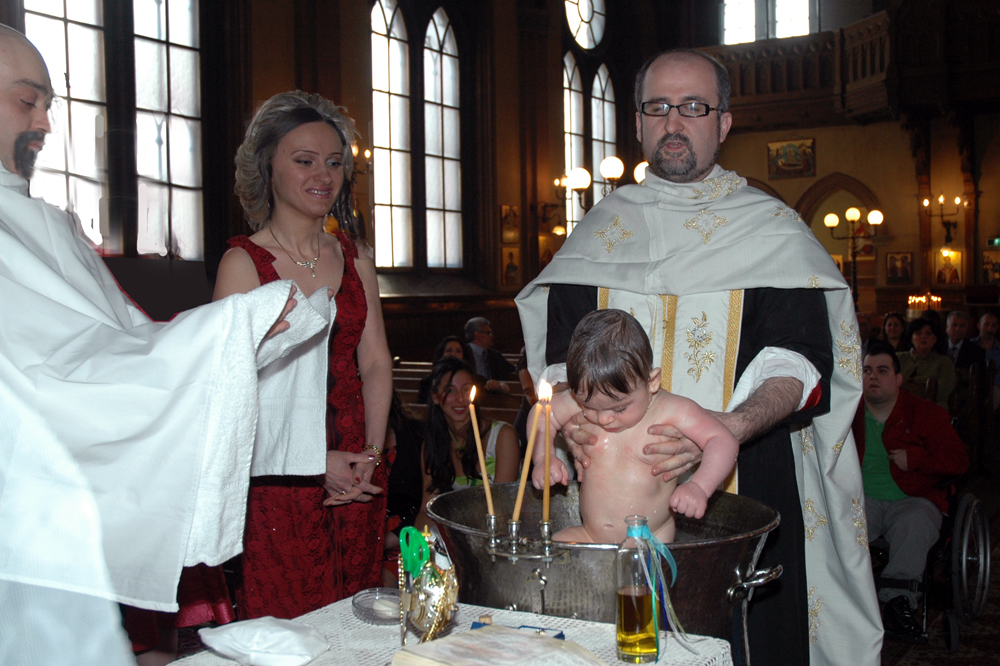
Un bautismo ortodoxo

El bautismo es el misterio que transforma a la persona vieja y pecadora en una nueva y pura; la vida previa, los pecados, los errores cometidos desaparecen y se hace borrón y cuenta nueva. A través del bautismo, una persona se une al Cuerpo de Cristo al convertirse en miembro de la Iglesia ortodoxa. Durante el rito se bendice el agua. El catecúmeno es sumergido completamente en el agua tres veces en nombre de la Trinidad. Esto se considera una muerte del «hombre viejo» por la participación en la crucifixión y sepultura de Cristo, y un renacimiento a una nueva vida en Cristo por la participación en su resurrección.
Propiamente, el misterio del bautismo es administrado por obispos y sacerdotes; no obstante, en casos de emergencia, cualquier cristiano ortodoxo puede bautizar.

### Crismación
La crismación (a veces llamada confirmación) es el misterio por el cual a una persona bautizada se le concede el don del Espíritu Santo a través de la unción con el Santo Crisma. Normalmente se administra inmediatamente después del bautismo como parte del mismo rito, pero también se usa para recibir a miembros no practicantes de la Iglesia ortodoxa. Así como el bautismo es la participación de una persona en la muerte y resurrección de Cristo, así la crismación es la participación de una persona en la venida del Espíritu Santo en Pentecostés.
Cuando un cristiano ortodoxo es bautizado y crismado se convierte en miembro de pleno derecho de la iglesia y puede recibir la Eucaristía independientemente de su edad.
La unción con el crisma sustituye a la imposición de manos descrita en el Nuevo Testamento.

### Sagrada Comunión (Eucaristía)

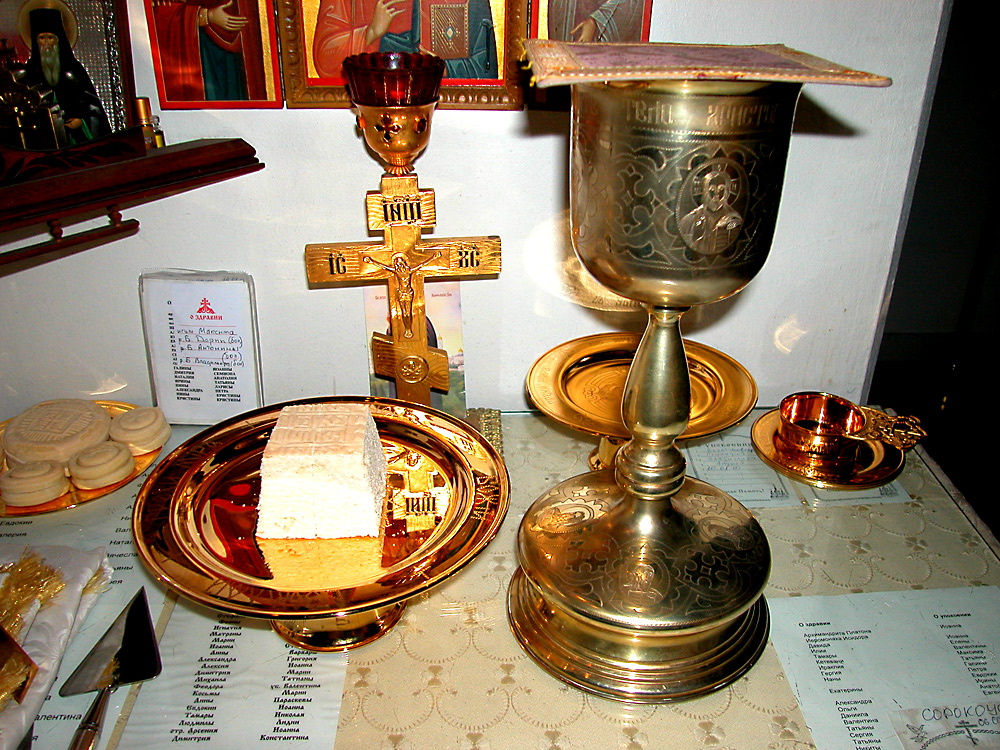
Elementos eucarísticos preparados para la Divina Liturgia

La comunión se administra solo a cristianos ortodoxos bautizados y crismados que se han preparado con ayuno, oración y confesión. El sacerdote administra los dones con una cuchara, llamada «coclear», directamente en la boca del destinatario desde el cáliz. A partir del bautismo, bebés y niños pequeños son llevados al cáliz para que reciban la sagrada comunión.

### Arrepentimiento (Confesión)
Hay muchas prácticas diferentes con respecto a la frecuencia con la que los cristianos ortodoxos deben confesarse. Algunos Patriarcados aconsejan confesarse antes de recibir la Sagrada Comunión, otros aconsejan confesarse durante cada uno de los cuatro períodos de ayuno (Gran Cuaresma, Ayuno de Natividad, Ayuno de los Apóstoles y Ayuno de Dormición), y hay muchas variantes adicionales.

### Matrimonio

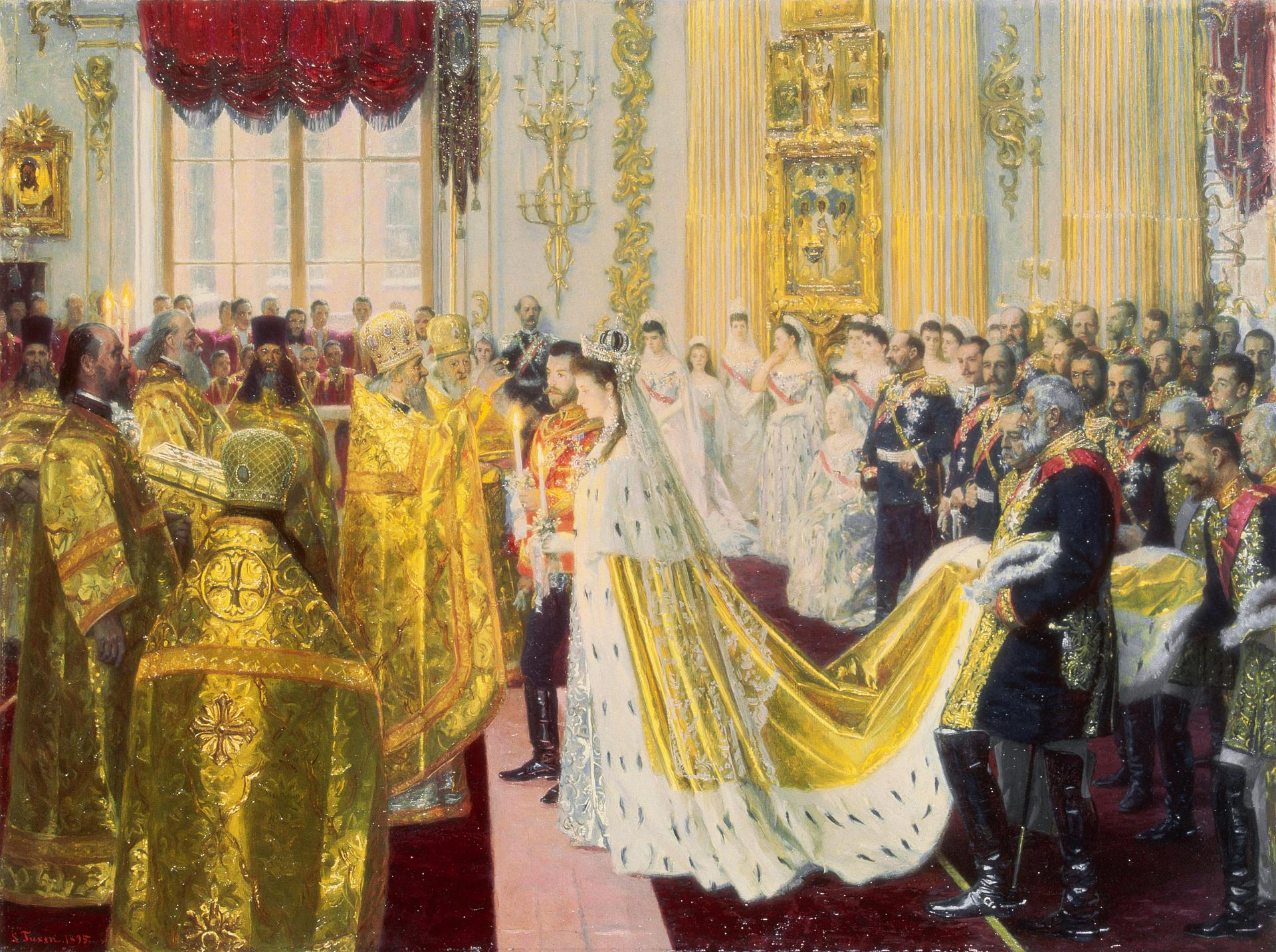
La boda del zar Nicolás II de Rusia.

Desde la perspectiva ortodoxa, el matrimonio es uno de los sagrados misterios o sacramentos. Como ocurre en muchas otras tradiciones cristianas, por ejemplo en el catolicismo, tiene la función de unir a una mujer y a un hombre en eterna unión y amor ante Dios, con el fin de seguir a Cristo y su Evangelio y formar una familia santa y fiel a través de su unión consagrada. La iglesia entiende al matrimonio como la unión de un hombre y una mujer, y ciertos líderes ortodoxos se han pronunciado enérgicamente en contra de la institución civil del matrimonio entre personas del mismo sexo.
Jesús dijo que «cuando resuciten de entre los muertos, ni ellos tomarán mujer ni ellas marido, sino que serán como ángeles en los cielos» (Marcos 12,25). Para el cristiano ortodoxo, este pasaje no debe entenderse en el sentido de que el matrimonio cristiano no seguirá siendo una realidad en el Reino, sino que apunta al hecho de que las relaciones no serán «carnales», sino «espirituales». El amor entre marido y mujer, como icono de la relación entre Cristo y su Iglesia, es eterno.
La iglesia reconoce que hay raras ocasiones en las que es mejor que las parejas se separen, pero no existe un reconocimiento oficial de los divorcios civiles. Para los ortodoxos, afirmar que el matrimonio es indisoluble significa que no debe romperse, y la violación de tal unión, percibida como sagrada, es una ofensa resultante del adulterio o de la ausencia prolongada de uno de los cónyuges. Por lo tanto, permitir que los separados se vuelvan a casar es un acto de compasión de la iglesia hacia el pecador.

### Órdenes Sagradas

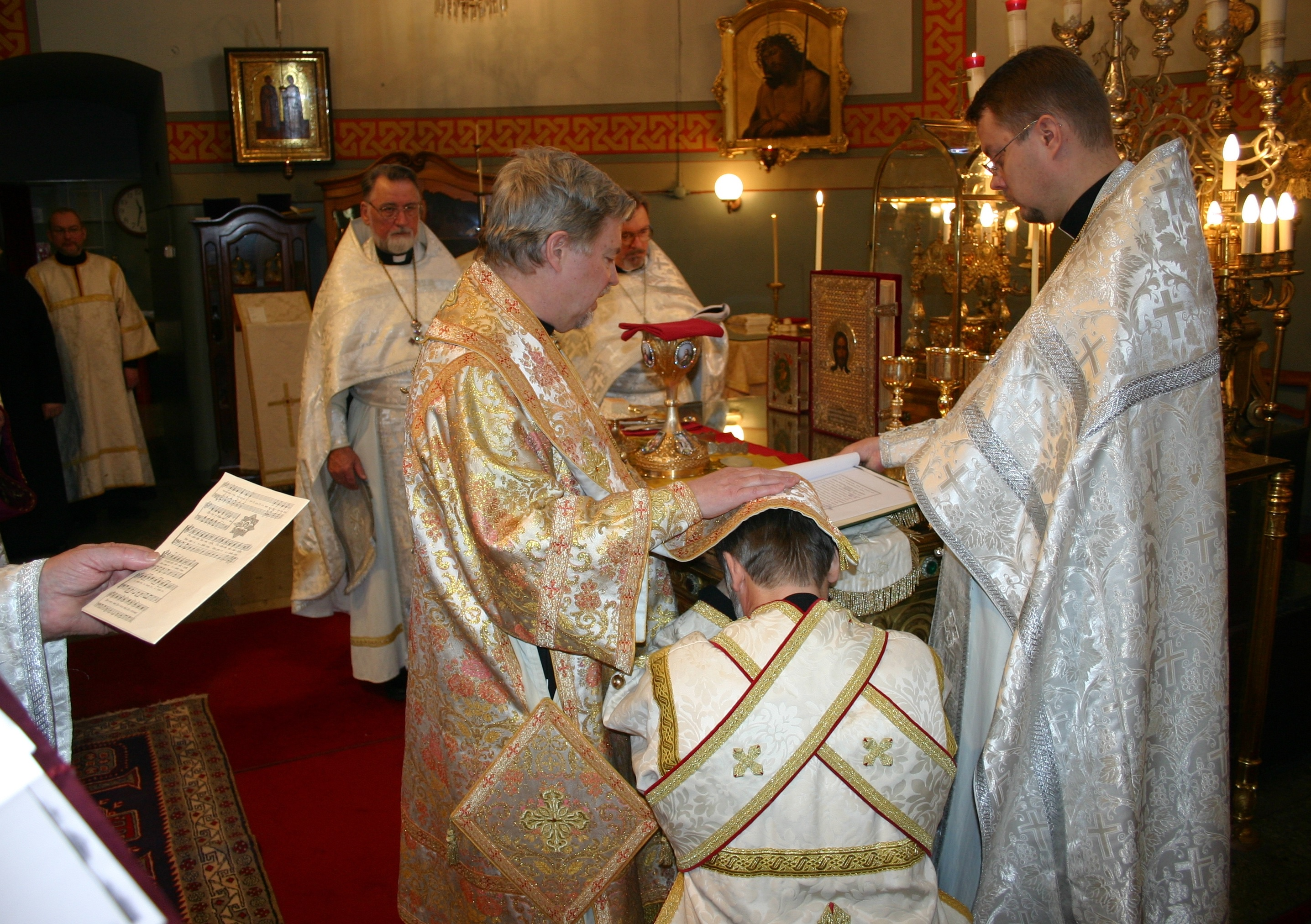
Subdiácono ortodoxo oriental siendo ordenado al diaconado. El obispo ha colocado su omoforio y su mano derecha sobre la cabeza del candidato y está leyendo la Oración de Cheirotonia.

Al enviudar, sacerdotes y diáconos tienen prohibido volver a casarse y es común que tales miembros del clero se retiren a un monasterio (véase celibato clerical). Esto también aplica a las viudas de clérigos, que no pueden casarse de nuevo y se hacen monjas al crecer sus hijos. Solo los hombres pueden recibir órdenes sagradas, aunque las diaconisas tenían funciones tanto litúrgicas como pastorales dentro de la iglesia.
En 2016, el Patriarcado de Alejandría decidió reintroducir la ordenación de diaconisas. En febrero de 2017, el patriarca Teodoro II consagró a cinco mujeres para ser diaconisas dentro del Patriarcado de Alejandría.

## Distribución

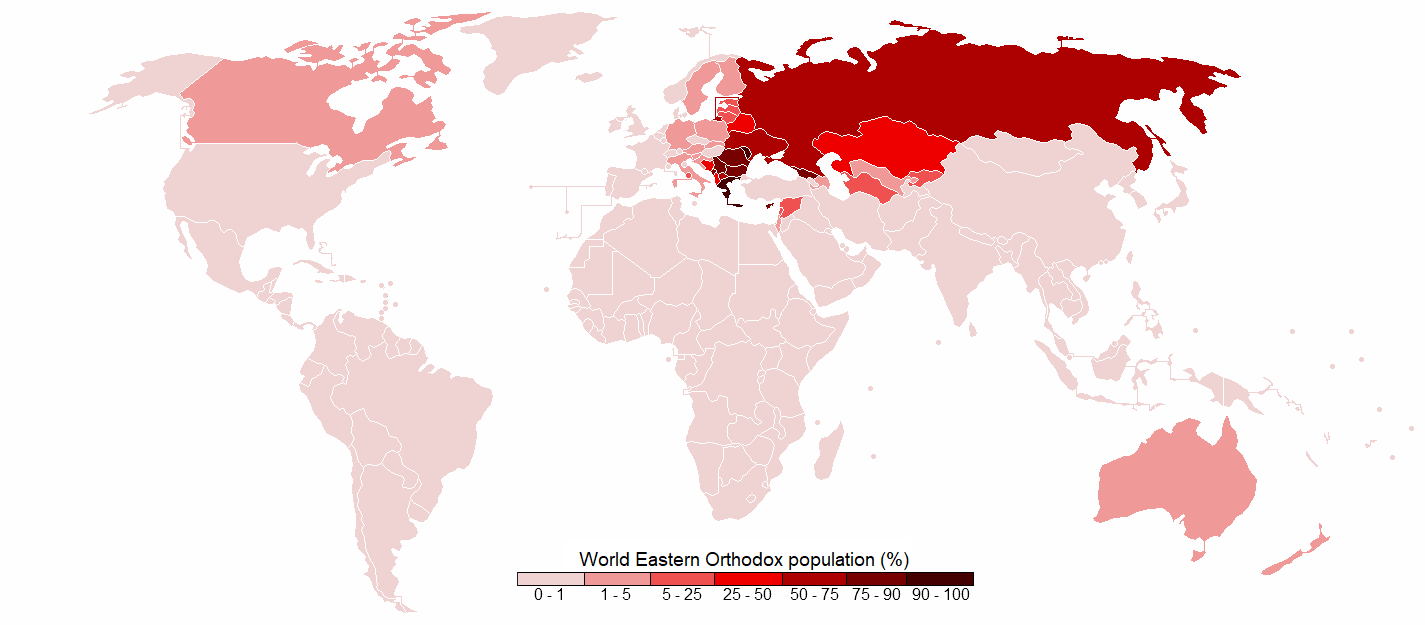
Población ortodoxa por país

La ortodoxia es la religión predominante en el mayor país del mundo, Rusia (77%), donde vive aproximadamente la mitad de los cristianos ortodoxos del mundo. La religión también está fuertemente concentrada en el resto de Europa del Este, siendo la religión mayoritaria en Ucrania (65,4% -77%), Rumania (81%), Bielorrusia (48%  –73 % ), Grecia (95 %–98 %), Serbia (86 %), Bulgaria (86 %), Moldavia (90 %), Georgia (80 %), Macedonia del Norte (53 %), Chipre (80 %) y Montenegro (73 %); también es predominante en los territorios en disputa de Abjasia, Osetia del Sur y Transnistria.
Minorías importantes se encuentran presentes en varios países europeos: Bosnia y Herzegovina (31 %), Letonia (24 %), Estonia (24 %), Albania (7–10 %), Lituania (4 %), Croacia (4 %), Eslovenia (2 %), Alemania (2 %) y Finlandia (1,5 %). En las antiguas repúblicas soviéticas de Asia Central, la ortodoxia constituye la religión dominante en el norte de Kazajistán, donde representando el 17,9% de la población de la región, y cuenta también con una minoría significativa en Kirguistán (10%), Turkmenistán (4%), Uzbekistán (3 %), Azerbaiyán (2 %) y Tayikistán (1 %).
En gran parte de Oriente Medio, la mayoría de las comunidades cristianas ortodoxas locales han emigrado a Occidente debido a la discriminación por parte de la mayoría árabe musulmana. Las poblaciones ortodoxas restantes más significativas se encuentran en Líbano (8 %), Siria (5–8 % antes de la Guerra civil de 2011), Jordania (2–5 %), Israel (1–2 %),y Cisjordania (también conocida como Judea y Samaria) (0,5%–1,5%).Israel es el único país de la región donde la población cristiana continúa creciendo y donde viven fieles de todas las principales denominaciones del cristianismo ortodoxo.

### Citas
1. ↑  «Iglesias ortodoxas (bizantinas)». Consejo Mundial de Iglesias. Consultado el 28 de octubre de 2022.
2. ↑  Richters, Katja. The Post-Soviet Russian Orthodox Church: Politics, Culture and Greater Russia (2014)
3. ↑  McAuliffe, Garrett (2008). Culturally Alert Counseling: A Comprehensive Introduction (en inglés). SAGE Publishing. p. 532. ISBN 978-1-4129-1006-4. «About one-third of the world's population is considered Christian and can be divided into three main branches: (1) Roman Catholicism (the largest coherent group, representing over one billion baptized members); (2) Orthodox Christianity (including Eastern Orthodoxy and Oriental Orthodoxy); and (3) Protestantism (comprising many denominations and schools of thought, including Anglicanism, Reformed, Presbyterianism, Lutheranism, Methodism, Evangelicalism, and Pentecostalism).»
4. ↑  Mirola, William; Monahan, Susanne C. (2016). Religion Matters: What Sociology Teaches Us About Religion In Our World (en inglés). Routledge. ISBN 978-1-317-34451-3. «Orthodox Churches represent one of the three major branches of Christianity, along with Roman Catholicism and Protestantism.»
5. ↑  Fr. Lawrence Farley (11 de julio de 2012). «The Filioque Clause». Orthodox Church in America. Orthodox Church in America. Archivado desde el original el 26 de octubre de 2015. Consultado el 8 de marzo de 2022.
6. ↑  Ware, 1993, pp. 208–211.
7. 1 2 3 4  Theokritoff, Elizabeth (2010). «Part I: Doctrine and Tradition – Creator and creation».  En Cunningham, Mary B.; Theokritoff, Elizabeth, eds. The Cambridge Companion to Orthodox Christian Theology. Cambridge and New York: Cambridge University Press. pp. 63-77. ISBN 9781139001977. doi:10.1017/CCOL9780521864848.005.
8. ↑  Ware, 1993, p. 202.
9. ↑  Ware, 1993, pp. 67–69.
10. ↑  Hierotheos, 1998, pp. 128–130.
11. ↑  Matusiak, Fr. John. «Original Sin». Orthodox Church in America. Consultado el 23 de mayo de 2014.
12. ↑  Chrysostom, 400, Paschal Homily.
13. ↑  St. Athanasius, 1982, Ch. 2–3, p. 318.
14. ↑  Hierotheos, 1998, pp. 234–237,(241=Glossary).
15. ↑  George, 2006, p. 34.
16. ↑  Oxford Dict Christian Church, 3rd ed.
17. ↑  Fitzgerald, Fr. Thomas (2014). «Spirituality». Greek Orthodox Archdiocese of America. Consultado el 15 de mayo de 2014.
18. ↑  George, 2006, p. 21.
19. ↑  Hierotheos, 1998, pp. 25–30.
20. ↑  Hierotheos, 1998, p. 23.
21. ↑  Meyendorff, Gregory of Nyssa; transl., introduction and notes by Abraham J. Malherbe and Everett Ferguson; preface by John (1978). The life of Moses. New York: Paulist Press. p. 59. ISBN 978-0-8091-2112-0. Consultado el 4 de octubre de 2013.
22. ↑  Ware, 1993, pp. 257–258.
23. ↑  Ware, 1993, p. 234.
24. ↑  The Longer Catechism of The Orthodox, Catholic, Eastern Church, catecismo ortodoxo de 1830, por el Metropolitano Filareto. Empezar por el punto 366 o 372.  (enlace roto disponible en este archivo).
25. 1 2 3  Rose, Father Seraphim, The Soul After Death, St. Herman Press, Platina, CA, c. 1980
26. ↑  The Longer Catechism, Punto 377.  (enlace roto disponible en este archivo).
27. ↑  Di Lella, Alexander A. (2002). «The Textual History of Septuagint-Daniel and Theodotion Daniel».  En Collins, John Joseph; Flint, Peter W.; VanEpps, eds. The Book of Daniel: Composition and Reception 2. Brill. p. 586. ISBN 9780391041288.
28. ↑  Geisler, Norman L.; Nix, William E. (2012). From God to Us: How We Got Our Bible. Moody Publishers. ISBN 9780802428820.
29. ↑  Ware, 1991, p. 209.
30. ↑  Ware, 1991, p. 209 (quoting St. John Chrysostom): "It is impossible for a man to be saved if he does not read the Scriptures.".
31. ↑  Pomazansky, Michael, Orthodox Dogmatic Theology, pp. 33–34
32. ↑  including the deuterocanonical books
33. ↑  S.T. Kimbrough (2005). Orthodox And Wesleyan Scriptural Understanding And Practice. St Vladimir's Seminary Press. p. 23. ISBN 978-0-88141-301-4. Consultado el 20 de febrero de 2016.
34. ↑  Biblia ortodoxa de estudio, St. Athanasius Academy of Theology, 2008, p. 778, comentario
35. ↑  Génesis 1, 3.
36. ↑  Ware, Bishop Kallistos (Timothy), How to Read the Bible, retrieved 11 June 2013
37. ↑  Juan 16, 13
38. 1 2 3 4  Ware, 1991, pp. 210–215
39. ↑  Ware, 1993, pp. 195–196.
40. ↑  Carta de 1718, en George Williams, The Orthodox Church of the East in the 18th Century, p. 17
41. ↑  Mateo 16, 19
42. ↑  Vladimir Lossky, Tradition is the Life of the Holy Spirit in the Church.
43. ↑  Ware, 1991, p. 205.
44. ↑  Ware, 1991, p. 213.
45. ↑  1 Corintios, 1, 10
46. ↑  «Concordia Theological Seminary – Content Not Found». Archivado desde el original el 3 de abril de 2012.
47. ↑  «The Five Cycles». Orthodox Worship. The Diocese of Eastern Pennsylvania, Orthodox Church in America. Archivado desde el original el 13 de julio de 2015. Consultado el 24 de junio de 2015.
48. ↑  Ware, 1993, p. 238.
49. ↑  Henry Chadwick, The Early Church, 283.
50. ↑  Ware, 1993, p. 271.
51. ↑  «Icons – Orthodox Christianity – Religion Facts». Archivado desde el original el 22 de marzo de 2015. Consultado el 5 de marzo de 2015.
52. ↑  Binz, Stephen J. (2004). The Names of Jesus. New London: Twenty-Third Publications. pp. 81–82. ISBN 9781585953158.
53. ↑  Una buena explicación en inglés de la cruz de tres barras fue escrita por el simbologista ortodoxo Dr. Alexander Roman y puede encontrarse en http://www.ukrainian-orthodoxy.org/questions/2010/threeBarCross.php
54. ↑  «An Explanation of the Traditional Russian Orthodox Three-bar Cross». www.synaxis.info. Archivado desde el original el 4 de julio de 2015. Consultado el 17 de octubre de 2015.
55. ↑  «St. Olga Cross (10kt Gold) (Large) (High Quality Gauge)».
56. ↑  Thomas E. FitzGerald (1998). The Orthodox Church: Student Edition. ISBN 978-0-275-96438-2. Consultado el 5 de enero de 2013.
57. ↑  Binns, 2002, p. 3.
58. ↑  Ware, 1993, pp. 274–277.
59. ↑  Ware, 1993, pp. 277–278.
60. ↑  Ware, 1993, p. 278.
61. ↑  Fr. Thomas Hopko (1981). «The Orthodox Faith». St. Vladimir's Seminary Press. Archivado desde el original el 25 de octubre de 2011. Consultado el 11 de noviembre de 2013.
62. ↑  Ware, 1993, pp. 278–279.
63. ↑  Harakas, 1987, pp. 56–57.
64. 1 2 3  Ware, 1993, p. 279
65. ↑  Harakas, 1987, p. 57.
66. ↑  Ware, 1993, p. 287.
67. ↑  «Confession, Communion and Preparation for Communion». Orthodox Christian Comment. 31 Aug 2007. Archivado desde el original el 20 de noviembre de 2019. Consultado el 11 Apr 2016.
68. ↑  «Letter to Families by Pope John Paul II». Archivado desde el original el 5 de abril de 2011.
69. ↑  John Meyendorff (1975). Marriage: An Orthodox Perspective. St. Vladimir's Seminary Press. p. 13. ISBN 978-0-913836-05-7. Consultado el 20 de febrero de 2016.
70. ↑  «Statement of Orthodox Christian Bishops». Archivado desde el original el 10 de junio de 2011.
71. ↑  «OCA Reaffirms SCOBA Statement in Wake of Massachusetts Same-Sex Marriage Ruling». Consultado el 4 de agosto de 2010.
72. 1 2  John Meyendorff (1975). Marriage: An Orthodox Perspective. St. Vladimir's Seminary Press. p. 18. ISBN 978-0-913836-05-7. Consultado el 20 de febrero de 2016.
73. ↑  Mgr. Athenagoras Peckstadt, Bishop of Sinope (18 de mayo de 2005). «Marriage, Divorce and Remarriage in the Orthodox Church: Economia and Pastoral Guidance». The Orthodox research Institute. Consultado el 19 de noviembre de 2008.
74. ↑  Karras, Valerie A. (June 2004). «Female Deacons in the Byzantine Church». Church History 73 (2): 272-316. ISSN 0009-6407. doi:10.1017/S000964070010928X.
75. ↑  «Orthodox Church debate over women deacons moves one step closer to reality». Religion News Service. 9 de marzo de 2017. Consultado el 12 de noviembre de 2021.
76. ↑  «Second Day of Deliberations of the Holy Synod of the Patriarchate of Alexandria». patriarchateofalexandria.com. Archivado desde el original el 22 de diciembre de 2016. Consultado el 12 de noviembre de 2021. «Regarding the issue of the institution of Deaconesses, it was decided to revive this and a tripartite committee of Hierarchs was appointed for a detailed consideration of the subject.»
77. ↑  «Orthodox move for women deacons is 'revitalization' not 'innovation'». National Catholic Reporter. 30 de noviembre de 2017. Consultado el 12 de noviembre de 2021.
78. ↑  «VTSIOM». Archivado desde el original el 29 de septiembre de 2020. Consultado el 5 de julio de 2022.
79. ↑  Public Opinion Foundation
80. ↑  No existe un censo oficial de religión en Rusia, y las estimaciones se basan únicamente en encuestas. En agosto de 2012, ARENA determinó que alrededor del 46,8% de los rusos son cristianos (incluyendo ortodoxos, católicos, protestantes y no confesionales), lo que supone algo menos que una mayoría absoluta del 50%+. Sin embargo, ese mismo año el Centro Levada  (enlace roto disponible en este archivo).determinó que el 76% de los rusos son cristianos, y en junio de 2013 la Fundación de Opinión Pública determinó que el 65% de los rusos son cristianos. Estos resultados coinciden con la encuesta de Pew de 2010, que determinó que el 73,6% de los rusos son cristianos, con la encuesta de VTSIOM de 2010 (~77% de cristianos), y con la encuesta de Ipsos MORI de 2011 (69%). (enlace roto disponible en este archivo).
81. ↑  РЕЛІГІЯ, ЦЕРКВА, СУСПІЛЬСТВО І ДЕРЖАВА: ДВА РОКИ ПІСЛЯ МАЙДАНУ (Religión, iglesia, sociedad y estado: Dos años después de Maidan) Archivado el 22 de abril de 2017 en Wayback Machine., reporte de 2016 del Razumkov Center en colaboración con el Concejo Ucraniano de Iglesias. pp. 27-29.
82. ↑  «Pewforum: Christianity (2010)». Archivado desde el original el 5 de agosto de 2013. Consultado el 14 de mayo de 2014.
83. 1 2 3 4 5 6 7 8 9 10 11  «Field Listing :: Religions». The World Factbook. CIA. Archivado desde el original el 20 de diciembre de 2018. Consultado el 22 de mayo de 2014.
84. ↑  Religion and denominations in the Republic of Belarus by the Commissioner on Religions and Nationalities of the Republic of Belarus from November 2011
85. ↑  Religious Belief and National Belonging in Central and Eastern Europe: National and religious identities converge in a region once dominated by atheist regimes
86. ↑  Religion in Albania#Religious demography
87. ↑  Table 28, 2013 Census Data – QuickStats About Culture and Identity – Tables.
88. ↑  Lebanon – International Religious Freedom Report 2010 U.S. Department of State. Retrieved on 14 February 2010.
89. ↑  «The World Factbook- Israel». CIA. Consultado el 28 de marzo de 2022.
90. ↑  Lambert Adler, Rivkah. «Five things to know about Israel’s Christian population». JP. The Jerusalem Post. Consultado el 28 de marzo de 2022.
91. ↑  The World Factbook
92. ↑  «Israel’s Christian community is growing, 84% satisfied with life here – report». Times of Israel. The Times of Israel. Consultado el 28 de marzo de 2022.

#### Obras de referencia terciarias
- American Heritage Dictionary of the English Language (5th edición), Houghton Mifflin Harcourt, 2014, ISBN 978-0-547-04101-8, consultado el 28 de mayo de 2014.
- Columbia Encyclopedia (6th edición), Columbia Univ. Press, June 2000, ISBN 978-0-7876-5015-5, consultado el 2 de junio de 2014.
- Encyclopædia Britannica Online, 2014, consultado el 29 de mayo de 2014.
- The Encyclopedia of Christianity 3, Wm. B. Eerdmans, 2003, ISBN 978-0-8028-2415-8, consultado el 28 de mayo de 2014.
- Encyclopedia of the Modern Middle East & North Africa (2nd edición), Macmillan Reference US, Agosto 2004, ISBN 978-0-02-865769-1, archivado desde el original el 2 de junio de 2014, consultado el 28 de mayo de 2014.
- Encyclopedia of World Religions, Concord Pub., 25 de octubre de 2006, ISBN 978-1-60136-000-7, consultado el 28 de mayo de 2014.
- Encyclopedia of World Religions (revised edición), Infobase Publishing, 2007, ISBN 978-0-8160-6141-9, consultado el 30 de mayo de 2014.
- Merriam-Webster's Encyclopedia of World Religions, Merriam-Webster, Septiembre 1999, ISBN 978-0-87779-044-0, consultado el 30 de mayo de 2014.
- Merriam-Webster Online Dictionary, archivado desde el original el 31 de mayo de 2014, consultado el 30 de mayo de 2014.
- Oxford Dictionary of the Christian Church (3rd rev. edición), Oxford University Press, 2005, ISBN 978-0-19-280290-3.